# Aulo Verginio Tricosto Celiomontano (cónsul 469 a. C.)
Aulo Verginio Tricosto Celiomontano, cónsul romano en el año 469 a. C., con Tito Numicio Prisco. Era hijo de Aulo Verginio Tricosto Celiomontano, cónsul en 494 a. C. Dionisio de Halicarnaso le da el cognomen de Nomentanus, pero la inscripción de los Fastos Capitolinos parece corresponder más a la forma Caeliomontanus.

## Biografía
En 469 a. C., es elegido cónsul, con Tito Numicio Prisco por colega. Desde el comienzo de su mandato, deben llevar campañas separadas contra ecuos y volscos, que han incendiado las granjas próximas a Roma. Tricosto se enfrenta a los ecuos con dificultad, mientras que Priso combate a los volscos, y se apodera de Caenon, puerto de Antium. Luego se junta con su colega, Tito Numicio, para saquear el país sabino, en represalia por una incursión sabina en territorio romano.
En 467 a. C., después de haber tomado la ciudad volsca de Antium, los romanos fundaron allí una colonia. Tricosto forma parte, con Tito Quincio Capitolino Barbato y Publio Furio Medulino Fuso del triunvirato encargado de dividir y distribuir las tierras a los colonos (Triumviri agro dando).